# Borki (sielsowiet Łasick)
Borki (biał. Боркі; ros. Борки; hist. Wielki Borek) – wieś na Białorusi, w obwodzie brzeskim, w rejonie pińskim, w sielsowiecie Łasick, przy granicy z Ukrainą. Graniczy z Rezerwatem Krajobrazowym Prostyr.
W dwudziestoleciu międzywojennym Wielki Borek leżał w Polsce, w województwie poleskim, w powiecie pińskim. Po II wojnie światowej w granicach Związku Sowieckiego. Od 1991 w niepodległej Białorusi.